# Killcare
Killcare är en del av en befolkad plats i Australien. Den ligger i kommunen Gosford Shire och delstaten New South Wales, i den sydöstra delen av landet, omkring 41 kilometer norr om delstatshuvudstaden Sydney. Antalet invånare är 585.
Närmaste större samhälle är Umina, nära Killcare. Genomsnittlig årsnederbörd är 1 380 millimeter. Den regnigaste månaden är februari, med i genomsnitt 200 mm nederbörd, och den torraste är juli, med 36 mm nederbörd.